# Пинар дел Рио
Пинар дел Рио (шп. Pinar del Rio) је град на Куби у покрајини Pinar del Río. Према процени из 2011. у граду је живело 159.970 становника.

## Становништво
Према процени, у граду је 2011. живело 159.970 становника.
| 1991. | 2011.   |
| ----- | ------- |
| .     | 159.970 |